# Макаренко, Виктор Павлович
Виктор Павлович Макаренко (1 апреля 1944, Полонное, Хмельницкая область — 17 июля 2025, Ростов-на-Дону) — советский и российский философ и политолог, специалист в области политологии, политической философии, методологии социального познания. Доктор философских наук (1988), доктор политических наук (1996), профессор (1990), профессор Южного федерального университета, в 2001—2010 гг. завкафедрой политической теории. Заслуженный деятель науки РФ (1998), иностранный член Академии педагогических наук Украины (2006). Ординарный профессор Польской Республики (1999) и в 2010—2016 — директор Центра политической концептологии Северо-Кавказского института социально-экономических проблем ЮФУ, ныне его главный научный сотрудник.

## Биография
Вспоминал, что его мать была «простым советским человеком».
Родился в вагоне на перегоне между Нежиным и Черниговым — во время возвращения родителей-железнодорожников из эвакуации. Высказывался, что родители «заложили» в нём «основы осознания противоположности между официальной и подлинной советской жизнью».
Окончил досрочно вечернее отделение философского факультета Ростовского госуниверситета в 1972 году (преподаватель философии и обществоведения), был рекомендован в аспирантуру. В 1972—1975 гг. учился в аспирантуре кафедры философии Ростовского университета. Кандидат философских наук, диссертация «Наука и политика в области науки» (1979) защищена в Ростовском университете. В 1984—1986 годах— в докторантуре Института философии АН СССР., там же защитил докторскую диссертацию по философским наукам «Бюрократия и государство: становление историко-материалистических принципов исследования в работах К. Маркса и Ф. Энгельса 1842—1851 гг.» защищена в Институте философии АН СССР. Докторская дисертация по политологии «Теория бюрократии, политическая оппозиция и проблема легитимности» (1996) защищена в Санкт-Петербургском госуниверситете.
Основатель Южно-Российской школы политических наук. Под его началом защищены 4 докторские и 9 кандидатских диссертаций.
Председатель диссертационного совета ЮФУ23.01. Главный редактор — создатель журнала «Политическая концептология». Член редколлегии международного журнала философов славянских стран «Sofia» (Польша).
Автор около 500 научных публикаций и публицистических статей.
Умер 17 июля 2025 года.